# Ситка
Си́тка (англ. Sitka, рус. устар. «Ситха», тлингит. Sheetʼká; до 1867 года — Ново-Архангельск) — американский город, расположенный на острове Баранова (архипелаг Александра, штат Аляска). Население — около 9 тысяч человек. Бывший российский Ново-Архангельск являлся столицей Русской Америки.

## История

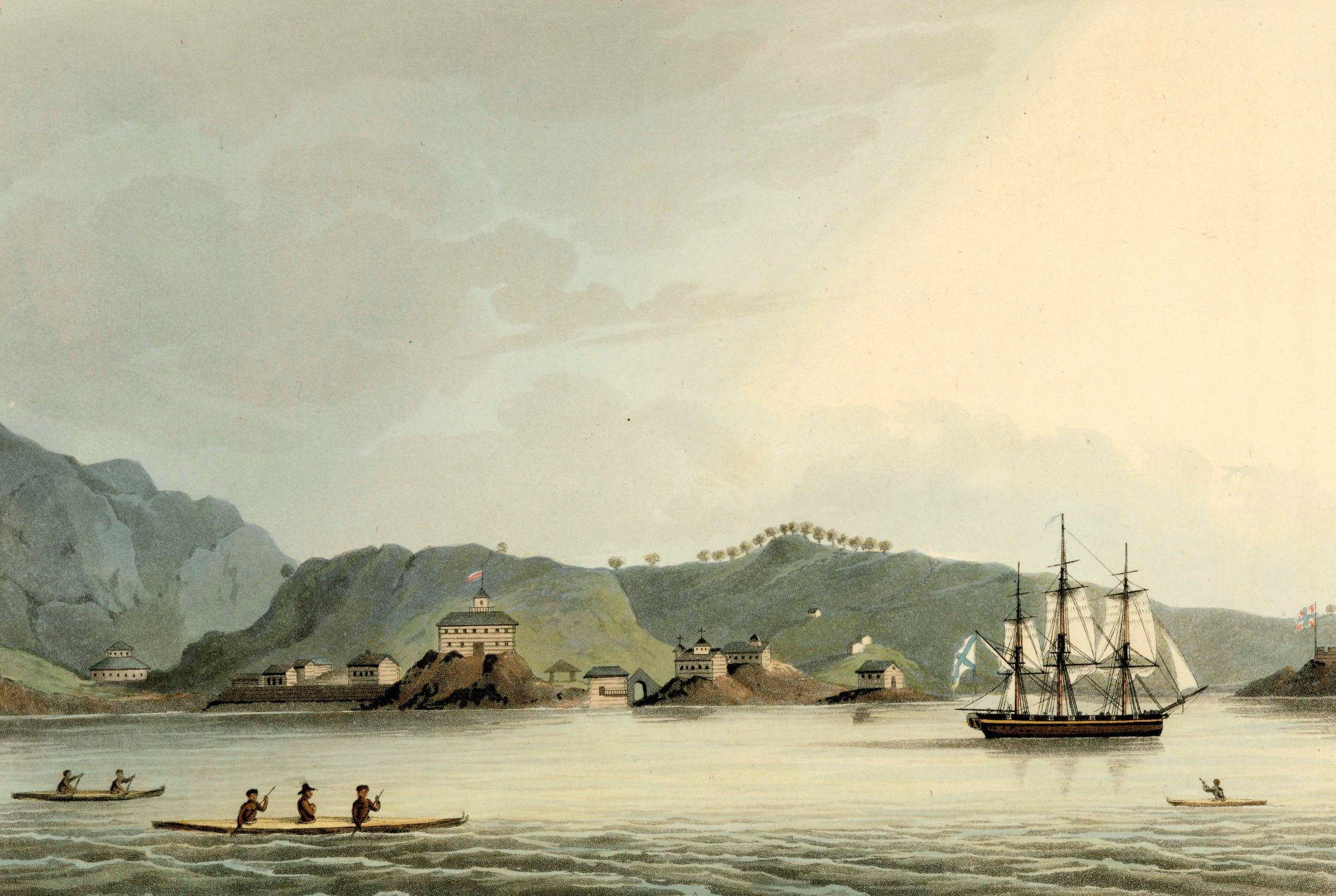
Шлюп «Нева», который заходил в порт Ново-Архангельска в 1803—1805 годах.

До прибытия русских район был населён индейцами-тлинкитами, занимавшимися охотой и рыболовством. Тлинкиты славились своей воинственностью, наводя страх на другие племена.
Город был основан Александром Андреевичем Барановым в 1799 году с разрешения старейшин тлинкитов как форт Архангела Михаила на берегу эстуария небольшой речки. В настоящее время данный эстуарий носит название «Старригавань» (англ. Starrigavan, от рус. Старая Гавань), а месторасположение первоначального поселения — Олд-Ситка (Old Sitka, в переводе с англ. — «Старая Ситка»). В 1802 году в ходе русско-тлинкитской войны форт был разрушен индейцами, а его жители перебиты. В 1804 году после битвы при Ситке русские вновь заняли эту территорию при помощи алеутов и орудий шлюпа «Нева». Поселение было перенесено на стратегически более удобное место — на крутой холм, получивший название Замковый, рядом с бухтой Кресент-Бэй (англ. Crescent Bay), примерно в 10 км южнее бывшего форта. Новое поселение получило название Ново-Архангельск.

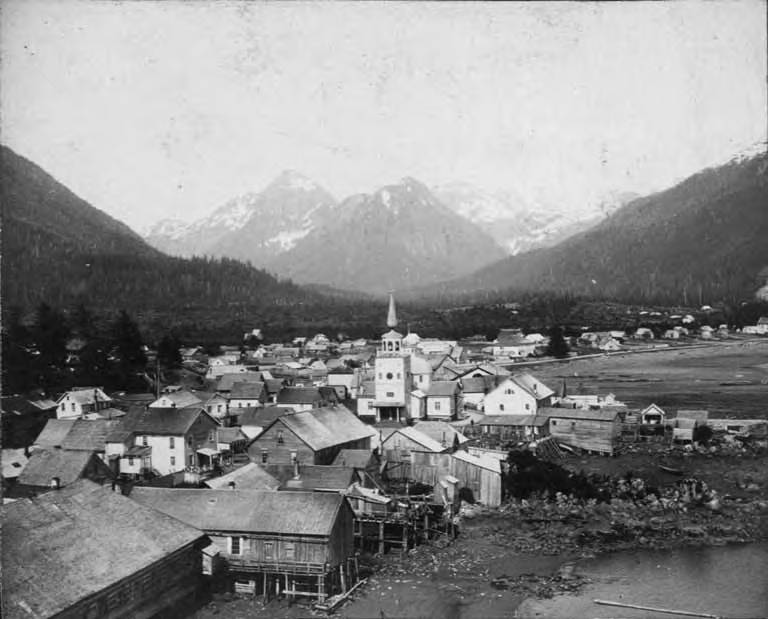
Аляска. Ситка на фоне гор, 1891 год

В 1808 году Ново-Архангельск стал главным городом Русской Америки. В 1848 году построен православный собор Архангела Михаила, полностью разрушенный во время пожара в 1966 году и восстановленный по проекту русского архитектора Сергея Николаевича Падюкова в 1976 году.
В 1845—1858 годах в городе действовала Новоархангельская духовная семинария, где обучались дети местного коренного населения.
В 1850—1860-х годах в Ново-Архангельске была расположена одна из баз русской Сибирской флотилии (до 1855 года называлась Камчатской флотилией). В 1867 году город вместе с остальной Аляской был куплен США и переименован в Ситку. В 1868 году здесь вышла первая на Аляске газета — Sitka Times.
Ситка оставалась столицей колониальных владений США на Аляске до 1906 года (до 1884 года — столица департамента Аляска, затем — округа Аляска), когда её сменил в этом статусе город Джуно, ставший впоследствии первой столицей самостоятельной административной единицы, организованной Конгрессом, — территории Аляска.
С 1917 года в Ситке ежегодно 18 октября проводится торжественный парад в честь годовщины покупки Аляски — День Аляски.

## География
Город расположен в Юго-Восточной Аляске, на острове Баранова. Административно в состав города-боро Ситка входит близлежащий остров Катрин, не имеющий постоянного населения. Территория, находящаяся под управлением городского совета Ситки, составляет 12 462 км², что делает город крупнейшим по площади муниципалитетом США (на втором месте — Джуно, на третьем — Джексонвилл), хотя более 99 % этой территории представляют собой поросшие тайгой горы или воды Аляскинского залива.

## Климат
В Ситке умеренный морской климат, засушливый период отсутствует. Лето прохладное, умеренно-дождливое, зима мягкая, среднедневная температура выше 0°С. Атмосферные осадки выпадают в течение всего года, летом в виде дождей, зимой в виде дождей или снега. Погода в течение года пасмурная, ясные дни зимой крайне редки.
| Показатель                    | Янв.  | Фев.  | Март  | Апр. | Май  | Июнь | Июль | Авг. | Сен. | Окт. | Нояб. | Дек.  | Год   |
| ----------------------------- | ----- | ----- | ----- | ---- | ---- | ---- | ---- | ---- | ---- | ---- | ----- | ----- | ----- |
| Абсолютный максимум, °C       | 15    | 16,1  | 15    | 24,4 | 27,8 | 29,4 | 31,1 | 28,9 | 25   | 20   | 18,3  | 15    | 31,1  |
| Средний суточный максимум, °C | 3,9   | 4,8   | 6,4   | 9,2  | 11,8 | 14,3 | 16,1 | 16,7 | 14,6 | 10,3 | 6,4   | 4,6   | 9,9   |
| Средняя температура, °C       | 1,6   | 2,3   | 3,6   | 5,9  | 8,6  | 11,3 | 13,5 | 14,0 | 11,7 | 7,8  | 4,1   | 2,4   | 7,2   |
| Средний суточный минимум, °C  | −0,7  | −0,3  | 0,7   | 2,6  | 5,4  | 8,4  | 10,8 | 11,2 | 8,8  | 5,3  | 1,7   | 0,2   | 4,5   |
| Абсолютный минимум, °C        | −17,8 | −17,2 | −15,6 | −5,6 | −1,7 | 1,7  | 5,6  | 4,4  | −0,6 | −6,7 | −16,7 | −17,2 | −17,8 |
| Норма осадков, мм             | 198   | 162   | 156   | 124  | 123  | 89   | 110  | 174  | 287  | 351  | 257   | 226   | 2258  |
| Источник: NOAA World Climate  |       |       |       |      |      |      |      |      |      |      |       |       |       |

## Население
В 2012 году численность горожан составляла 9046 человек. Расовый состав населения:
- белые — 63,5 %
- индейцы — 16,8 %
- азиаты — 6,0 % (в основном филиппинцы)
- латиноамериканцы — 4,9 %
- афроамериканцы — 0,5 %

Около 10 % жителей являются потомками русских поселенцев XIX века, 3 % в той или иной степени владеют русским языком. Среднегодовой доход на душу населения — 23 622 доллара США. Уровень преступности в два раза ниже среднего по США и в три раза ниже среднего по Аляске.

## Экономика и транспорт

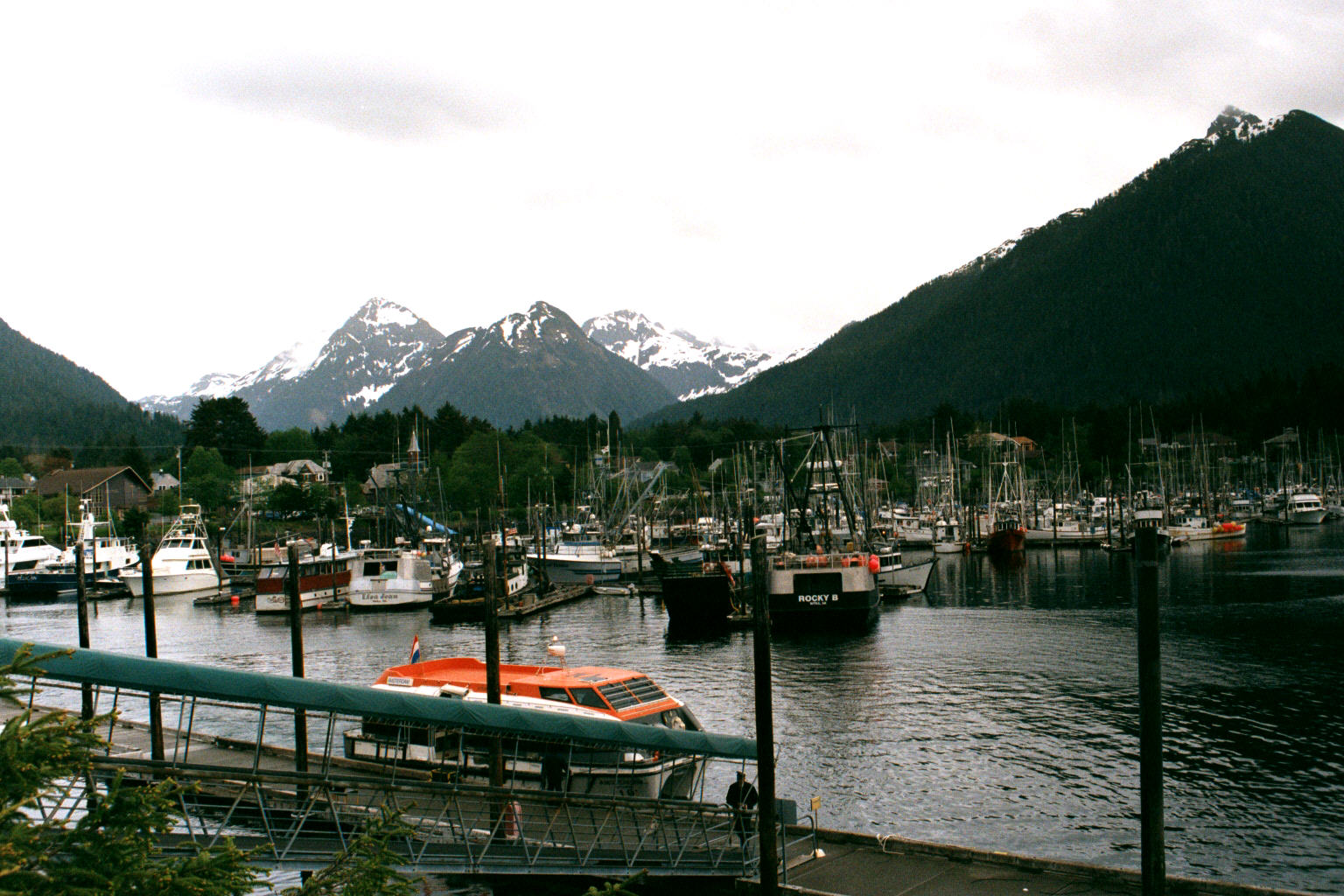
Городская гавань.

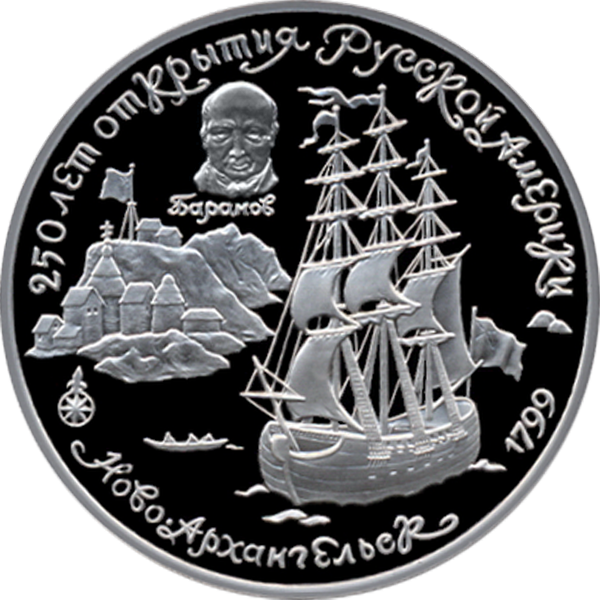
Баранов и Ново-Архангельск на памятной монете СССР 1991 года из палладия из серии «250 лет открытия Русской Америки».

Основой городской экономики являются рыболовство (в котором трудоустроены 18 % экономически активного населения, порт Ситки занимает 6-е место в США по стоимости выгружаемого в нём улова). Крупнейшими работодателями города являются местные системы здравоохранения и школьного образования. Развиваются туризм и активный отдых, в том числе экотуризм.
Принадлежащий штату аэропорт «Ситка» имени Роки Гутьереса (IATA: SIT, ICAO: PASI), расположенный на Японском острове, обслуживает около 65 тысяч пассажиров в год. Регулярные рейсы выполняются в Сиэтл, Анкоридж, Джуно и Кетчикан.
Управляемая штатом Аляска система морских паромов Alaska Marine Highway System обеспечивает доступ к общеконтинентальной дорожной сети множеству небольших городков от Алеутских островов до Британской Колумбии.
В городе действуют два автобусных маршрута (понедельник — пятница с 06:30 до 19:30). У жителей города большой популярностью пользуются велосипеды.

## Достопримечательности
- Исторический парк
- Собор Архангела Михаила